# Peptydy bioaktywne w żywności
Bioaktywne peptydy – małe sekwencje aminokwasowe o długości od 2 do 30 aminokwasów pochodzące z białek żywności, które posiadają potencjalne właściwości fizjologiczne wykraczające poza normalne i odpowiednie odżywianie. Efekty bioaktywnych peptydów są zwykle wywierane na poziomie białka, głównie polegając na hamowaniu enzymów metabolicznych, które mogą zakłócać konformację strukturalną i aktywność enzymatyczną. Peptydy mogą funkcjonować poprzez interakcję fizyczną i bezpośrednie usuwanie metabolitów, co prowadzi do utrzymania homeostazy fizjologicznej. Rośliny, zwierzęta, grzyby, drobnoustroje oraz ich produkty zawierają w sobie różne białka, przez co są największym źródłem bioaktywnych peptydów.
Bioaktywne peptydy pochodzące z białek żywności mogą regulować procesy fizjologicznie organizmu, w tym układów takich jak: immunologiczny, nerwowy, hormonalny, pokarmowy czy krążenia. Można wykorzystywać te właściwości przy tworzeniu żywności funkcjonalnej, jak również w profilaktyce czy terapii chorób dietozależnych.

## Otrzymywanie
Bioaktywne peptydy mogą być uwolnione z białek żywności podczas:
- Zastosowania hydrolizy enzymatycznej – Bioaktywne peptydy są uwalniane z białek podczas niektórych procesów przetwarzania żywności, takich jak dojrzewanie sera lub fermentacja mleka. Zastosowanie hydrolizy enzymatycznej jest preferowane, szczególnie w przemyśle spożywczym i farmaceutycznym, ze względu na brak resztkowych rozpuszczalników organicznych i toksycznych chemikaliów w końcowych preparatach peptydowych. Konsekwencją działania proteolitycznego jest zmiana konformacji molekularnej natywnych białek oraz wytwarzanie produktów funkcjonalnych i bioaktywnych. Hydroliza enzymatyczna jest procesem prowadzonym w łagodnych warunkach, które można łatwo kontrolować i pozwala uzyskać produkty o ściśle określonych cechach. Większość enzymatycznych modyfikacji białek pokarmowych jest przeprowadzana przez enzymy takie jak pepsyna, bromelaina, trypsyna, chymotrypsyna, papaina lub ficaina w ich odpowiednich optymalnych warunkach pH i temperatury[3].
- Bioaktywne peptydy mogą być również uwalniane z białkowych produktów ubocznych przemysłu spożywczego, zmniejszając koszty produkcji z dodatkową zaletą efektywnego usuwania odpadów[3].
- Procesy fermentacji dzięki aktywności proteolitycznej mikroorganizmów[4].
- Synteza chemiczna lub poprzez ekspresję odpowiednich genów[3].

## Źródła bioaktywnych peptydów
Białka mleka są uważane za bardzo ważne źródło bioaktywnych peptydów, a coraz więcej bioaktywnych peptydów zidentyfikowano w hydrolizatach białek mleka i fermentowanych produktach mlecznych. Innymi źródłami bioaktywnych peptydów są: surowce i produkty roślinne, jaja, ryby, mięso.